# Alice (D)
Alice (Alice?) è il primo singolo della band visual kei giapponese D. È stato pubblicato il 27 novembre 2003 dall'etichetta discografica indie GOD CHILD RECORDS e distribuito in occasione del primo concerto del gruppo, svoltosi al Meguro Rock May Kan di Meguro, Tokyo.
È stato pubblicato in due edizioni con copertine diverse.

## Tracce
Dopo il titolo è indicata fra parentesi "()" la grafia originale del titolo.
1. Alice (Alice?) - 4:31 (ASAGI - Lena)

## Formazione
- ASAGI - voce
- Ruiza - chitarra
- HIDE-ZOU - chitarra
- Lena - basso
- HIROKI - batteria